# Styringomyia nigrisoma
Styringomyia nigrisoma is een tweevleugelige uit de familie steltmuggen (Limoniidae). De soort komt voor in het Afrotropisch gebied.